# 羽間站
羽間站（日语：／ Hazama eki */?）是一個位於日本香川縣仲多度郡滿濃町、屬於高松琴平電氣鐵道（琴電）琴平線的鐵路車站，車站編號為K19，屬無人車站。車站位現時琴電各車站中地勢最高的車站，標高為88.9米。並且於香川縣道282號並排。車站處於滿濃町與丸龜市的交界，在車站外所豎立的道路指示牌中，向岡田站方向約15米的月台是落入了丸龜市的範圍，部份網上地圖則表示月台盡頭與町界還有約10-50米的距離。
過往在琴南町和仲南町未併入滿濃町前，舊滿濃町內只有本鐵路車站，兩町加入後，原來JR四國土讚線的鹽入站及黑川站亦納入於本町範圍內。

## 車站結構
現時採用簡易車站模式運作，沒有站房，月台兩端均為車站出入口，同為無障礙斜道，各出入口亦均可利用旁邊的斑馬線橫過馬路。本站不設有洗手間，但在靠向栗熊方向出口旁設有1座小型儲物小屋。

### 月台配置
設有側式月台2個，有效長度為4輛。是通往琴平前最後一個可交換列車的車站，但因實施定點班次，平日列車不會在此交匯，只有當特殊班次行走時才或有機會使用。其中2號月台為主軌道；1號月台為側線。列車全以左側通行。
各月台上均設有上蓋及背板的候車亭，內附有候車長櫈，對應IC卡的感應器只設於靠向榎井方向的出口，入閘專用的感應器只設於往高松的月台上；而出閘專用的感應器則只設於往琴平方向的月台上。另外，簡易式售票機亦是設於2號月台的入口旁。由於位處露天地方，固另設有保護基座。
| 月台 | 路線     | 方向 | 目的地       | 備註 |
| ---- | -------- | ---- | ------------ | ---- |
| 1    | ■ 琴平線 | 上行 | 高松築港方向 |      |
| 2    | ■ 琴平線 | 下行 | 琴電琴平方向 |      |

## 歷史
- 1927年3月15日：隨路線延長至琴平站時開業[1]。

## 使用狀況
| 1日上落人數推斷 | 1日上落人數推斷 |
| 年度            | 1日平均人數     |
| --------------- | --------------- |
| 2011            | 243             |
| 2012            | 261             |
| 2013            | 266             |
| 2014            | 237             |
| 2015            | 228             |
| 2016            | 250             |
| 2017            | 260             |
| 2018            | 260             |
| 2019            | 252             |
| 2020            | 210             |
| 2021            | 210             |
| 2022            | 237             |

## 相鄰車站
高松琴平電氣鐵道（琴電）
■琴平線
岡田 (K18) - 羽間 (K19) - 榎井 (K20)

## 外部連結
- 高松琴平電鐵羽間站資訊 （页面存档备份，存于）（日語）